# Callispa angusta
Callispa angusta es un coleóptero de la familia Chrysomelidae.
Fue descrita científicamente por primera vez en 1950 por Gressitt.